# Oleksów

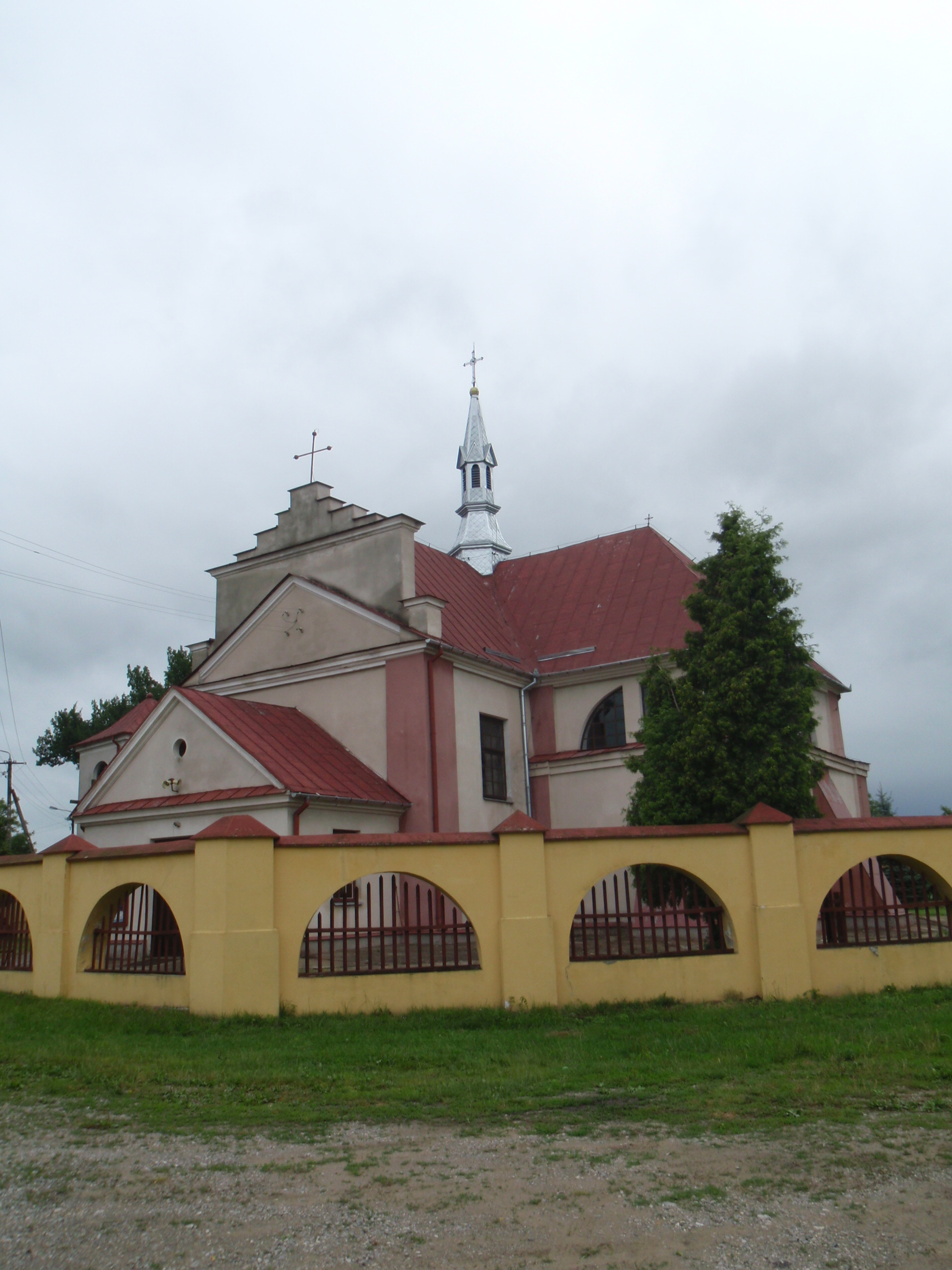
Kościół parafialny pw. św. Stanisława w Oleksowie

Oleksów – wieś sołecka w Polsce położona w województwie mazowieckim, w powiecie kozienickim, w gminie Gniewoszów.
Prywatna wieś szlachecka, położona była w drugiej połowie XVI wieku w powiecie radomskim województwa sandomierskiego. W latach 1975–1998 miejscowość administracyjnie należała do województwa radomskiego.
Przez miejscowość przebiega droga wojewódzka nr 738.
Pochodził stąd słynny stoczniowiec i przodownik pracy Stanisław Sołdek.
Wieś jest siedzibą rzymskokatolickiej parafii św. Stanisława.

## Części wsi
| SIMC    | Nazwa         | Rodzaj    |
| ------- | ------------- | --------- |
| 0620079 | Gruszka       | część wsi |
| 0620085 | Nowy Oleksów  | część wsi |
| 0620091 | Roztoki       | część wsi |
| 0620100 | Stary Oleksów | część wsi |

## Historia
Pochodzenie nazwy tej miejscowości wywodzi się od staropolskiej nazwy osobowej "Oleksy".
Początki Oleksowa nie są znane. Pierwsza pisana wzmianka o tej miejscowości pochodzi ze spisów parafialnych z lat 1325-1327. Wspomina się wtedy drewniany kościół i proboszcza Lamberta. Bolesław Kumor początki parafii umieszcza w XIII wieku. Brak jest bliższej daty jej powstania. Data powstania parafii w 1254, podana przez księdza Wiśniewskiego w 1913 r., nie została przez ks. Kumora potwierdzona. Początkowo parafia Oleksów związana była z archidiakonatem lubelskim. Parafia Oleksów otrzymywała dziesięciny z Bronowic (parafia Jaroszyn) i z pobliskiej Policzny. W kronikach Jana Długosza z XV wieku Oleksów zwany był też Bierdziedze. Na przełomie XIV i XV wieku wieś należała do rodziny Gnatowskich a potem przeszła na własność Gniewoszów. Historia gminy nierozerwalnie związana jest z tym rodem. Przodkami rodu Gniewoszów z Oleksowa był ród Gniewoszów herbu Rawicz z Dalowic w powiecie proszowskim w pobliżu Krakowa.
Cmentarz w Oleksowie został założony w 1831 roku, kiedy to pochowano 302 żołnierzy Królestwa Polskiego, którzy 9 sierpnia 1831, pod dowództwem ppłk. Teodora Kalinkowskiego stoczyli walkę z armią rosyjską. Była to jedna z najkrwawszych bitew stoczonych przez wojska polskie w okresie Powstania Listopadowego, nazwana później bitwą pod Gniewoszowem. Zginęło 302 żołnierzy a ponad 500 dostało się do niewoli, w tym dowódca ppłk. Teodor Kalinkowski. Na cmentarzu są dwie kwatery: jedna poświęcona żołnierzom Powstania Listopadowego, a druga żołnierzom Powstania Styczniowego.